# Вальтер Цапп
Вальтер Цапп (нім. Walter Zapp; 22 серпня (4 вересня) 1905, Рига, Ліфляндська губернія, Російська імперія — 17 липня 2003 року, Бінінген, Швейцарія) — винахідник найменшої і найлегшої у світі фотокамери Minox однойменної компанії.

## Життєпис
Цапп народився в Ризі, Ліфляндська губернія (нині Латвія). У 1932 році, живучи в Естонії, він розпочав розробку субмініатюрної на той час камери, спочатку створивши дерев'яні моделі, що призвело до першого прототипу в 1936 році. Вона була введена в на ринку в 1938 році. Фотоапарати Minox були зроблені VEF (Valsts Elektrotehniskā Fabrika) в Латвії. ВЕФ виготовив 17 тис. фотоапаратів Minox.
Під час переселення балтійських німців навесні 1941 року Вальтер Запп переїхав до Німеччини. З 1941 по 1945 рік він працював над розробкою електронної мікроскопії в AEG в Берліні.
Після Другої світової війни, у 1945 році, він заснував Minox GmbH у Вецларі, Німеччина. Компанія існує досі.
У 2001 році, коли він востаннє їздив до Латвії, він сказав, що поїхав святкувати своє 100-річчя в Латвії. Він помер у віці 97 років у Біннінгені поблизу Базеля, Швейцарія.

## Праці
Walter Zapp (1944). Ein russisches Galvanometer. Physikalische Blätter (нім.). 1 (9): 138—140. doi:10.1002/phbl.19440010907.

## Інтернет-ресурси
- Minox Historical Society
- Obituary at the Independent